# Neoryctes moreti
Neoryctes moreti är en skalbaggsart som beskrevs av Roger Paul Dechambre 1991. Neoryctes moreti ingår i släktet Neoryctes och familjen Dynastidae. Inga underarter finns listade i Catalogue of Life.